# Gräsdalen
Gräsdalen är en stadsdel i västra delarna av Karlstad bestående av fastigheter för främst kontor och handel. Gräsdalen skärmas i norr in av E18 och ett mindre skogsområde skiljer området från Gruvlyckan i öster. På andra sidan Ullebergsleden i väster finns stadsdelen Zakrisdal.
Bland de företag som har verksamhet i området finns bland andra trädgårdsföretaget Plantagen, Europa Möbler samt en 4H-gård.